# Madagascar en los Juegos Olímpicos de la Juventud 2018
Madagascar compitió en los Juegos Olímpicos de la Juventud 2018 en Buenos Aires, Argentina, celebrados entre el 6 y el 18 de octubre de 2018. No obtuvo medallas en las justas.

## Medallero
| Medalla | Oro | Plata | Bronce | Total |
| ------- | --- | ----- | ------ | ----- |
| Total   | 0   | 0     | 0      | 0     |

## Disciplinas

### Levantamiento de pesas
Madagascar recibió un cupo del comité tripartito para competir en levantamiento de pesas.
- Eventos femeninos - 1 plaza